# Phạm Khôi Nguyên
Phạm Khôi Nguyên (sinh năm 1950) là một chính khách Việt Nam. Ông nguyên là Ủy viên Ban Chấp hành Trung ương Đảng Cộng sản Việt Nam khóa X; nguyên Bộ trưởng Bộ Tài nguyên và Môi trường.

## Xuất thân
Ông sinh ngày  7 tháng 7 năm 1950 tại xã Ninh Sở, huyện Thường Tín, tỉnh Hà Tây.

## Giáo dục
Ông có bằng Thạc sĩ Địa vật lý, Tiến sĩ Kinh tế và quản lý, Lý luận chính trị cao cấp.

## Sự nghiệp
Ủy viên Trung ương Đảng, Thứ trưởng thường trực Bộ Tài nguyên và Môi trường; từng giữ chức Thứ trưởng Bộ Khoa học-Công nghệ-Môi trường, nguyên đại biểu Quốc Hội khóa XII.